# Shahn Majid
Shahn Majid (nacido en 1960 en Patna, Bihar, India) es un matemático puro y físico teórico inglés, formado en la Universidad de Cambridge y en la Universidad de Harvard y, desde 2001, profesor de matemáticas en la Escuela de Ciencias Matemáticas de Queen Mary, Universidad de Londres.
Majid es más conocido por su trabajo pionero sobre los grupos cuánticos, donde introdujo una de las dos principales clases conocidas de estos objetos y trabajó en todos los aspectos de su teoría. Su libro de texto de 1995, Foundations of Quantum Group Theory, es un texto estándar que todavía utilizan los investigadores. También fue pionero en la aproximación de los grupos cuánticos a la geometría no conmutativa y en el uso de estos métodos como vía de acceso a la gravedad cuántica, lo que condujo en 1994 al primer modelo con predicciones comprobables del espaciotiempo cuántico. También es conocido por una serie de resultados en álgebra y teoría de categorías, sobre todo por su teoría de las álgebras de Hopf trenzadas y por una nueva visión de los octoniones. Aunque muchos consideran que Majid es un matemático puro, su motivación y su formación inicial fueron la física teórica, y las matemáticas puras no son más que una vía en su búsqueda permanente de la "verdadera naturaleza de la realidad física".
En 2008, editó y fue coautor de un ambicioso libro de ensayos On Space and Time (Sobre el espacio y el tiempo) junto con Alain Connes, Roger Penrose, John Polkinghorne, Michal Heller y Andrew Taylor, en el que los autores pretenden exponer la frontera de la investigación científica sobre la estructura a pequeña y gran escala del Universo a un público general pero científicamente interesado.

## Vida personal
A los cinco años se trasladó con su familia desde la India al Reino Unido, donde su padre se convirtió en un destacado cirujano ortopédico y su madre en una profesora de primaria y una poeta publicada. Creció en Hampstead (Londres), donde ahora vive, está casado con Konstanze Rietsch, matemática pura formada en la Universidad de Viena y el MIT, con sede en el King's College de Londres, y tiene dos hijos.

## Educación y carrera
Hizo su licenciatura y su diploma de la Parte III en la Universidad de Cambridge siguiendo el Tripos Matemático y con sede en el Emmanuel College de Cambridge. En 1983 obtuvo una beca Herschel Smith, que le llevó a la Universidad de Harvard. En Harvard, fue tutor en Eliot House, mientras realizaba su doctorado conjuntamente entre los departamentos de física y de matemáticas puras, con Arthur Jaffe y Clifford Taubes respectivamente. Tras obtener su doctorado en 1988, su primer trabajo fue un postdoctorado de un año en la Universidad de Swansea, antes de trasladarse con una beca Drapers al Pembroke College de Cambridge, donde permaneció como becario hasta su traslado a Queen Mary en 1999. Los 10 años de investigación basados en la Universidad de Cambridge, DAMTP, incluyeron dos años como becario visitante en Harvard y diversas becas de investigación, incluida una beca de investigación universitaria de la Royal Society. En 1993 recibió la medalla Konrad Bleuler, concedida por una conferencia internacional. Ha sido profesor visitante en el Instituto Perimeter, en la Universidad de Oxford y en la Universidad de Cambridge, así como principal organizador, junto con Alain Connes y Albert Schwarz, de un programa de 6 meses sobre geometría no conmutativa en el Instituto Isaac Newton en 2006. En 2009, fue becario de investigación senior del Leverhulme Trust.

## Trabajos científicos
Majid escribió varios artículos iniciales antes de su trabajo de doctorado más consolidado. Entre ellos se incluyen trabajos sobre los campos gauge como transformada de Fourier en el espacio de bucles en una variedad y su cuantificación como geometría no conmutativa, un novedoso límite de "espín infinito" para tratar los infinitos en la teoría cuántica de campos y una explicación infinitesimal del confinamiento de quarks.
Su tesis doctoral de 1988 introdujo un grupo cuántico de tipo "bicruzado" en una época en la que se conocían pocos objetos de este tipo. A mitad de su investigación doctoral, Vladimir Drinfeld y Michio Jimbo descubrieron otra clase más popular de estos objetos, pero los bicruzados han vuelto a despertar interés en los últimos años. Majid se estableció rápidamente como una autoridad destacada en todos los tipos de grupos cuánticos y desarrolló un enfoque algebraico de Hopf distintivo para ellos, incluyendo resultados bien conocidos sobre el doble cuántico y una construcción de dualidad para una categoría monoidal. Sus conferencias de 1998 sobre el tema en el Tripos Matemático de la Universidad de Cambridge fueron publicadas por la Sociedad Matemática de Londres.
En la década de 1990, Majid introdujo la teoría de los grupos trenzados o álgebras de Hopf trenzadas como los verdaderos objetos subyacentes q- deformaciones. Demostró los principales teoremas en el campo de la "transmutación" y la "bosonización" y construyó los primeros y aún principales ejemplos de la teoría, incluidos los planos cuánticos como grupos trenzados aditivos. Otros trabajos muy conocidos incluyen una imagen de los octoniones como asociativos en una determinada categoría monoidal simétrica.
También en la década de 1990 fue pionero en la teoría y los primeros modelos de espacios-tiempo no conmutativos o cuánticos. El modelo Majid-Ruegg de 1994, en particular, resultó ser comprobable gracias a los datos que ahora recoge el telescopio espacial de rayos gamma GLAST-Fermi. Se confirme o no su modelo, lo más importante, según Majid, es que, a diferencia de gran parte de la física teórica moderna, es comprobable. Los trabajos recientes incluyen teoremas que apuntan a un nuevo campo de la geometría no asociativa, la gravedad no conmutativa y la gravedad cuántica de (2+1) dimensiones.

## Una filosofía de Realismo Relativo
"La naturaleza no utiliza necesariamente las matemáticas que aparecen en los libros de matemáticas, de ahí que los físicos teóricos deban estar preparados para explorar... toda la matemática pura"
Esta cita de Sobre el espacio y el tiempo de Majid se presentó como respuesta a los físicos que atacan a los matemáticos mientras acuden a los libros de matemáticas en busca de estructuras para utilizar en sus teorías, como si las matemáticas fueran un recurso y no parte del proceso creativo. La sutil interacción entre la creatividad de las matemáticas puras y la agenda basada en hechos de la física constituye la base de una filosofía general de Realismo Relativo en la que Majid argumenta que la naturaleza de la realidad física no es fundamentalmente diferente de la forma en que los temas de las matemáticas puras son, por un lado, creados por definiciones y, por otro, "están ahí fuera" esperando ser inventados. Majid pone el ejemplo más cotidiano del modo en que la realidad experimentada en una partida de ajedrez es creada por las reglas del ajedrez y la elección de atenerse a ellas, mientras que al mismo tiempo, en otro nivel, las reglas del ajedrez eran en sí mismas una realidad a la espera de ser descubierta por aquellos que trataban de inventar juegos de mesa. El panorama general conduce a un dualismo entre experimento y teoría o "principio de autodualidad teórico-representativa" en el que Majid sostiene que "la búsqueda de la teoría última de la física es la búsqueda de estructuras autoduales en una categoría autodual". Aunque no es aceptada por los filósofos profesionales de la ciencia, esta filosofía ha proporcionado un punto de vista detrás de la mayor parte de su trabajo de investigación.

## Publicaciones
- Majid, S. (1995), Foundations of Quantum Group Theory, Cambridge University Press, ISBN 978-0-521-64868-4.
- Majid, S. (2002), A quantum groups primer, London Mathematical Society Lecture Note Series 292, Cambridge University Press, Bibcode:2002qgp..book.....M, ISBN 978-0-521-01041-2.
- S. Majid, ed. (2008), On Space and Time, Cambridge University Press, ISBN 978-0-521-88926-1.
- Beggs, Edwin; Majid, Shahn (2020). Quantum Riemannian Geometry. Springer International Publishing. ISBN 978-3-030-30293-1. doi:10.1007/978-3-030-30294-8.